# Wormaldia bulgarica
Wormaldia bulgarica là một loài Trichoptera trong họ Philopotamidae. Chúng phân bố ở miền Cổ bắc.